# 辻陽
辻 陽（つじ よう、1962年12月26日 - ）は、日本の作曲家、編曲家。東京都新宿区出身。インスパイア・ホールディングス所属。
幼少より日本現代音楽協会会員作曲家・中山義徳にピアノを師事。ピアノに留まらず広範囲に音楽を学び、東京芸術大学音楽学部楽理科卒業後、秋元康主宰「SOLD OUT」で作・編曲家として活動。オノ・ヨーコ主演「Homeless」サントラなどの作品を発表する。JASRAC正会員。

## 作品

### テレビドラマ
1994年
- そのうち結婚する君へ（日本テレビ）

2000年
- ブラック・ジャック 1-3（2000年 - 2002年、TBS）
- トリックテレビシリーズ（2000年 - 、テレビ朝日）

2002年
- 仮面ライダー龍騎 - EDテーマ「果てなき希望」（テレビ朝日）

2004年
- 四谷くんと大塚くん/天才少年探偵登場の巻（TBS）

2005年
- 着信アリ（テレビ朝日）
- 富豪刑事（テレビ朝日）

2006年
- 富豪刑事デラックス（テレビ朝日）

2008年
- 4姉妹探偵団（テレビ朝日）

2009年
- 歌のおにいさん（テレビ朝日）
- ダンディ・ダディ?〜恋愛小説家・伊崎龍之介〜（テレビ朝日）

2010年
- 警部補 矢部謙三（テレビ朝日）
  - 警部補 矢部謙三2（2013年）

2014年
- 聖母・聖美物語（東海テレビ）

2019年
- ピュア!〜一日アイドル署長の事件簿〜 (NHK総合）

### テレビアニメ
1991年
- OH!MYコンブ（TBS）

1992年
- まぼろしまぼちゃん（フジテレビ）

1993年
- ツヨシしっかりしなさい（フジテレビ）

1995年
- あずきちゃん（NHK-BS2）

2001年
- 破邪巨星Gダンガイオー -  OPテーマ「FightingChance」、EDテーマ「君のために愛を」（テレビ朝日）

2002年
- ロックマンエグゼ - OPテーマ「ロックマンのテーマ 〜風を突き抜けて〜」（テレビ東京）

2007年
- かみちゃまかりん（テレビ東京）

2011年
- ダンタリアンの書架（テレビ東京）

2023年
- 鴨乃橋ロンの禁断推理

2025年
- 誰ソ彼ホテル

### テレビ番組
- とんねるずのみなさんのおかげです（1988年、フジテレビ） - 番組内コント「仮面ノリダー」OP曲「仮面ノリダーぶっとばすぞのテーマ」
- 音楽ファンタジー・ゆめ（1994年、NHK教育）

### 映画
1990年
- 十六歳のマリンブルー

1991年
- Homeless

1992年
- オオカミが出てきた日
- 薄れゆく記憶のなかで

1993年
- かいけつゾロリ

2002年
- ナマタマゴ
- トリックシリーズ
  - トリック劇場版
  - トリック劇場版2（2006年）
  - 劇場版TRICK 霊能力者バトルロイヤル（2010年）
  - トリック劇場版 ラストステージ（2014年）

- ピカ☆ンチ LIFE IS HARDだけどHAPPY - 挿入歌「道」

2004年
- ピカ☆☆ンチ LIFE IS HARDだからHAPPY

2012年
- 「悼む人」

2015年
- 百日紅

### CM
- JRA競馬博物館 サークルビジョン - 「風の蹄音」（1993年）
- JA お米ギャラリー - 「黄金色のギャラリー」（1994年）
- セガ 東京ジョイポリス - 「ビバ・パレード」（1996年）
- ハウス食品 - 「うまいっしょ」「たべごろ」

### ゲーム音楽
- プレイステーション「いただきストリート ゴージャスキング」 - OPテーマ曲（1998年）

### その他
- チェッカーズ 「NOT CHECKERS」（1988年）
- 高岡早紀 「早紀・イン・ザ・ボックス -Saki in the Box-」（1991年）